# 劳山乡
劳山乡，是中华人民共和国陕西省延安市甘泉县下辖的一个乡镇级行政单位。

## 行政区划
劳山乡下辖以下地区：
劳山村、美泉村、丰足村、阳台村、登山峪村、林沟村、苏家河村、杨庄科村、芦庄村和边疆村。